# Ferenczi Zsigmond (jogász)
Ferenczi Zsigmond (Marosvásárhely, 1889. július 28. – Budapest, 1959. december 26.) jogász, politikus.

## Életútja
Jogi doktorátust Kolozsvárt szerzett, majd Marosvásárhelyen ügyvédi irodát nyitott. 1932-ben az OMP listáján bekerült a román képviselőházba, 1936-tól 1940-ig Bukarestben ügyvéd. Felekezeti alapon készített tervét a romániai magyarság nemzetiségi megszervezésére ÁBC (Kolozsvár, 1934) címmel adta ki. Hasonló jellegű, Isten, szellem, kenyér (Nagyvárad, 1939) c. emlékiratában utópisztikus nézeteit foglalta össze a világháború küszöbén. Felesége Schultz Mária volt.